# Soldanella alpina
Soldanella alpina L. è una pianta erbacea perenne appartenente alla famiglia delle Primulacee.

## Descrizione
Conosciuta anche con il nome vernacolo di soldanella comune, è una pianta con un'altezza che varia dai 5 ai 15 cm.
Le foglie sono debolmente cuoriformi, basali, di 1–2 cm con un picciolo lungo da 1 a 3 cm.
I fiori, portati a piccoli gruppi (2-4) su scapi afilli, presentano calice gamosepalo a campana e corolla violetta formata da petali sfrangiati.

## Distribuzione e habitat
In Italia è presente nell'arco alpino e raramente su quello appenninico, è assente nelle isole.
Vive nei boschi radi di conifere, prati e pascoli piuttosto umidi o arbusteti da 1000 a 2500 metri di altitudine.